# Macedonia Inferiore

Macedonia

La Bassa Macedonia o Macedonia propria o Emazia è un termine geografico per la pianura costiera, bagnata a ovest dai fiumi Aliacmon e Axios e delimitata dallo Strimone ad est. I suoi distretti sono: Pieria, Bottiea, Amphaxitis, Crestonia, Migdonia, Anthemous, Crousis e Bisaltia. Il centro e le capitali storiche (Ege, Pella) del regno macedone giacciono sulla Bottiea, dalle quali i macedoni gradualmente conquistarono zone della Tracia, a est dell'Axius, nel V e IV secolo a.C. 
Le regioni di Edonis, Sintica, Odomantica e Pieris, conquistate da Filippo II, sono definite Macedonia adjecta.